# Президентські вибори у США 1820
Президентські вибори в США 1820 року були третіми та останніми виборами в історії Сполучених Штатів, в яких основний претендент обирався практично без опозиції (Джордж Вашингтон двічі у 1789 та 1792 роках обирався президентом без опозиції). Президент Джеймс Монро та віцепрезидент Деніел Томпкінс були обрані практично без виборчої кампанії.

## Вибори
Основними питаннями, з якими зіткнулися США напередодні виборів, були депресія, що поширилася після паніки 1819 року, і розширення рабства на нові території. Однак, на виборах Джеймс Монро не зустрів жодної опозиції своїй кандидатурі. Кількість голосів Массачусетсу було знижено з 22 до 15, щоб включити Мен як вільний штат на противагу новому рабовласницькому штатові Міссурі. Крім цього, вперше в президентських виборах брали участь новоприєднані штати Міссісіпі, Іллінойс та Алабама.
Цікаво, що на виборах один виборник, губернатор Нью-Гемпшира, Вільям Памер проголосував не за Монро, а за Джона Квінсі Адамса. Легенда свідчить, що він зробив це, щоб Джордж Вашингтон залишився єдиним президентом США, обраним одноголосно. Насправді, однак, Памер дійсно не вважав Монро найкращим кандидатом.

### Результати

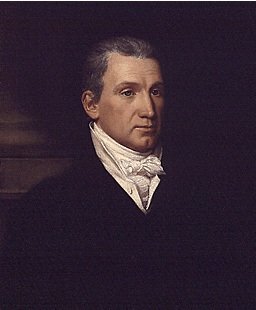
Джеймс Монро був майже одноголосно переобраний президентом США на другий термін після виборів 1820 року.

| Кандидат          | Партія                              | Виборці   | Виборці | Виборники |
| Кандидат          | Партія                              | Кількість | %       | Виборники |
| ----------------- | ----------------------------------- | --------- | ------- | --------- |
| Джеймс Монро      | Демократично-республіканська партія | 87.343    | 80,6 %  | 231       |
| Джон Квінсі Адамс |                                     | 17.465    | 16,1 %  | 1         |
| Усього            | Усього                              |           | 100 %   | 235       |